# Guido Artom
Guido Artom (Milano, 26 gennaio 1931 – Milano, 15 dicembre 2017) è stato un imprenditore e politico italiano, noto per la sua vicinanza alla sinistra e per la sua politica imprenditoriale particolarmente attenta al sociale e alle necessità dei lavoratori. Importanti sono state le forme migliorative applicate alla qualità del lavoro dei propri dipendenti.
Artom è stato sempre impegnato con diverse associazioni umanitarie, fra cui
Emergency, Amici di Edoardo, Bambini in Romania, Fondazione Giuseppe Verdi, Comunità Nuova di don Gino Rigoldi, FIRC (Fondazione Italiana per la Ricerca sul Cancro) e IFOM (Istituto FIRC di Oncologia Molecolare).

## Biografia

### Primi anni

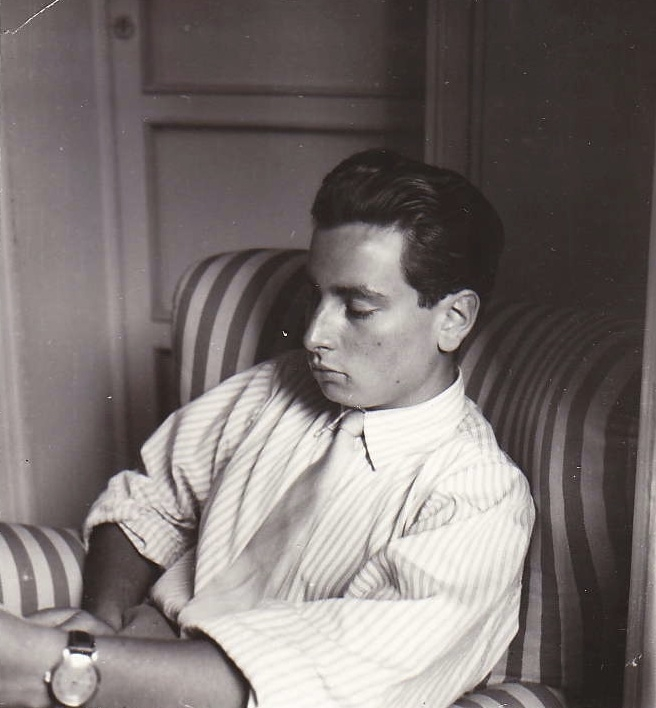
Foto giovanile di Guido Artom

Nato in una famiglia ebraica e borghese di antiche origini piemontesi – Isacco Artom era segretario di Camillo Benso conte di Cavour - è figlio di Giulio Artom, industriale tessile, e di Alessandra Bolaffi, il cui padre, Alberto, è noto per l'introduzione del collezionismo filatelico in Italia. Nel 1938, all'indomani dell'emanazione delle leggi razziali, la madre non vuole iscrivere i figli, Guido e Franco, alla scuola israelita. Preferisce, invece, i corsi pomeridiani istituiti presso la scuola pubblica milanese di Via Spiga dal professor Bronzini, con classi gestite da insegnanti ebrei, in linea con la sua concezione laica dell'educazione.

### Le leggi razziali e la fuga in Svizzera
Nel 1943, dopo un periodo trascorso nelle valli di Lanzo in Piemonte, la sua famiglia si rifugia in Svizzera dove viene ospitata nei campi per rifugiati e successivamente si stabilisce a Ponte Tresa. In quegli anni lo zio Giulio Bolaffi, fratello della madre, conduceva, sotto il nome partigiano di Comandante Laghi, la Brigata Stellina in Valsesia, e lo zio Cesare Artom – nome partigiano Pino Accomasso - faceva parte dell'organizzazione di rifornimento Glass e Cross, e la sua attività diplomatica alla fine della Seconda Guerra Mondiale fu fondamentale per far sì che la Valle d'Aosta rimanesse italiana.
Guido Artom frequenta così con il fratello le scuole francesi a Losanna fino al 1946, per poi tornare in Italia e conseguire la maturità scientifica a Milano. In seguito, fino al 1960, frequenta le Scuole di Chimica Tessile prima a Basilea e poi a Manchester.

### L'industriale
Alla fine degli anni cinquanta, alla morte del padre, Guido e il fratello portano avanti l'industria tessile di famiglia. Dal 1961 al 1995 sono quindi ai vertici delle aziende Eliolona, Texmantova e Standartela, quest'ultima gestita con gli amici Giordano Zucchi e Giansandro Bassetti. Dirà: "Ho sempre cercato di non essere un padrone". Dal 1975 al 1980 Guido è presidente di Federtessile e vicepresidente dell'Associazione Cotoniera Italiana oltre che rappresentante alla F.I.T. - Federation Internationale Teinture Textile.
Dal 1980 al 1982 è vicepresidente per i rapporti economici di Confindustria (presidenza Merloni) e dall'1983 al 1985 è rappresentante italiano dell'Unione Internationale Confindustrie Europe presso la CEE, nella sede di Bruxelles. Successivamente diventa consigliere di amministrazione della Editrice Il Sole 24 Ore.
Nel 1984 è stato uno dei pochi industriali a pagare anche il secondo punto di decimale della scala mobile in contrasto con la lotta che la Confindustria, a seguito della querelle nata dall'eredità lasciata dalla presidenza Agnelli al successore Luigi Lucchini, stava conducendo contro governo e sindacati. Ma Artom non risparmia critiche nemmeno alla CGIL di Lama riguardo all'indisponibilità dimostrata nei confronti della trattativa

### L'assessorato, il Poldi Pezzoli e la Fiera Milano
Nel 1992 è stato invitato da Giampiero Borghini – neoeletto sindaco di Milano - a divenire Assessore alla Ragioneria e Bilancio, con delega estesa alla programmazione e al controllo del piano e delle strategie aziendali, con l'obiettivo di rendere più moderna ed efficiente la macchina comunale.
Borghini e la sua giunta rimarranno in carica fino al marzo del 1993, firmando, durante il mandato, la convenzione per lo spostamento della Fiera dalla zona Amendola al Portello, preludio alla nascita del polo fieristico Rho-Pero.
Durante il suo mandato, in linea con le politiche di privatizzazione del Governo Amato, propone di privatizzare le farmacie comunali e la Centrale del latte, scatenando la violenta reazione del Partito dei Pensionati che arrivano a chiederne le dimissioni.

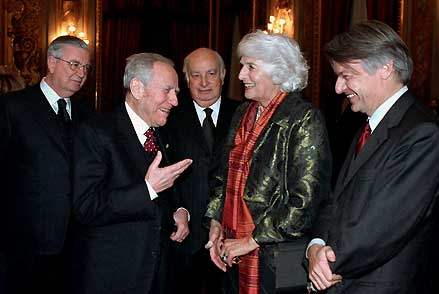
Artom ricevuto al Quirinale da Ciampi

Nel 1994 il consiglio di amministrazione del Poldi Pezzoli lo elegge presidente della Fondazione museale privata, di cui faceva parte come consigliere già dal 1986. In quegli anni, trovandosi il museo in estrema necessità di fondi, i suoi sostenitori sottoscrissero la "dote per il Poldi Pezzoli" promossa dal sindaco Carlo Tognoli.
La presidenza Artom è ricordata soprattutto per le mostre di altissimo livello come quella su Beato Angelico, l'apertura a nuove forme d'arte, il rafforzamento delle collaborazioni internazionali e la modernizzazione, in particolare con le nuove tecnologie (la progettazione della Sala d'Armi del Museo è stata commissionata al Maestro Arnaldo Pomodoro).
L'Associazione degli Amici del Museo, rappresentata da Guido Artom e presieduta da Marisa Rivolta, è stata inoltre ricevuta dal Presidente della Repubblica Carlo Azeglio Ciampi.
Nominato dal governo Prodi I, su sollecitazione delle associazioni industriali, presidente dell'Ente Fiera Milano nel 1997, termina il suo incarico un anno dopo in seguito alle polemiche e alle denunce nei confronti del Segretario generale dell'ente, Marcello Marin. Artom si rifiuta di firmare il bilancio della gestione Marin perché secondo lui presenta diverse irregolarità, dando così avvio a un processo penale che dura quattro anni e che provocherà in Artom un forte stress emotivo
In quell'occasione sul mensile Il Diario compare un'intervista a firma del giornalista Guido Lopez, titolata “Artom, il piacere dell'onestà”, definizione pirandelliana che verrà spesso ricollegata al suo nome.

### Gli ultimi anni
Dal 1995 è stato consigliere e membro del Collegio dei Revisori della Fondazione Arnaldo Pomodoro, chiusa nel 2011 per mancanza di fondi per poi riaprire in seguito.
Nell'agosto del 2000, a seguito delle polemiche scoppiate riguardo alla gestione dei fondi, ricopre, su mandato del Consiglio dei Ministri, la carica prima come Vice Commissario di Marco Vitale e poi come Commissario Delegato alla Gestione dei Fondi Privati della Missione Arcobaleno.
Da questa esperienza nasce l'interessamento verso le questioni balcaniche e le vittime dei conflitti che investono la regione. È proprio in questi anni che Artom supporta don Gino Rigoldi nella creazione dell'associazione Bambini in Romania, tuttora attiva nel sostegno all'infanzia.
Mentre gli anni successivi lo vedono consigliere del Nucleo di Valutazione di Ateneo dell'Università degli Studi di Milano-Bicocca, del Comitato Italiano per la Maison d'Italie à la Cité Internationale dell'Università di Parigi e della Fondazione Museo nazionale della scienza e della tecnologia Leonardo da Vinci di Milano, dalla quale si dimise dopo aver ottenuto che venisse stilato il primo inventario dei beni museali.

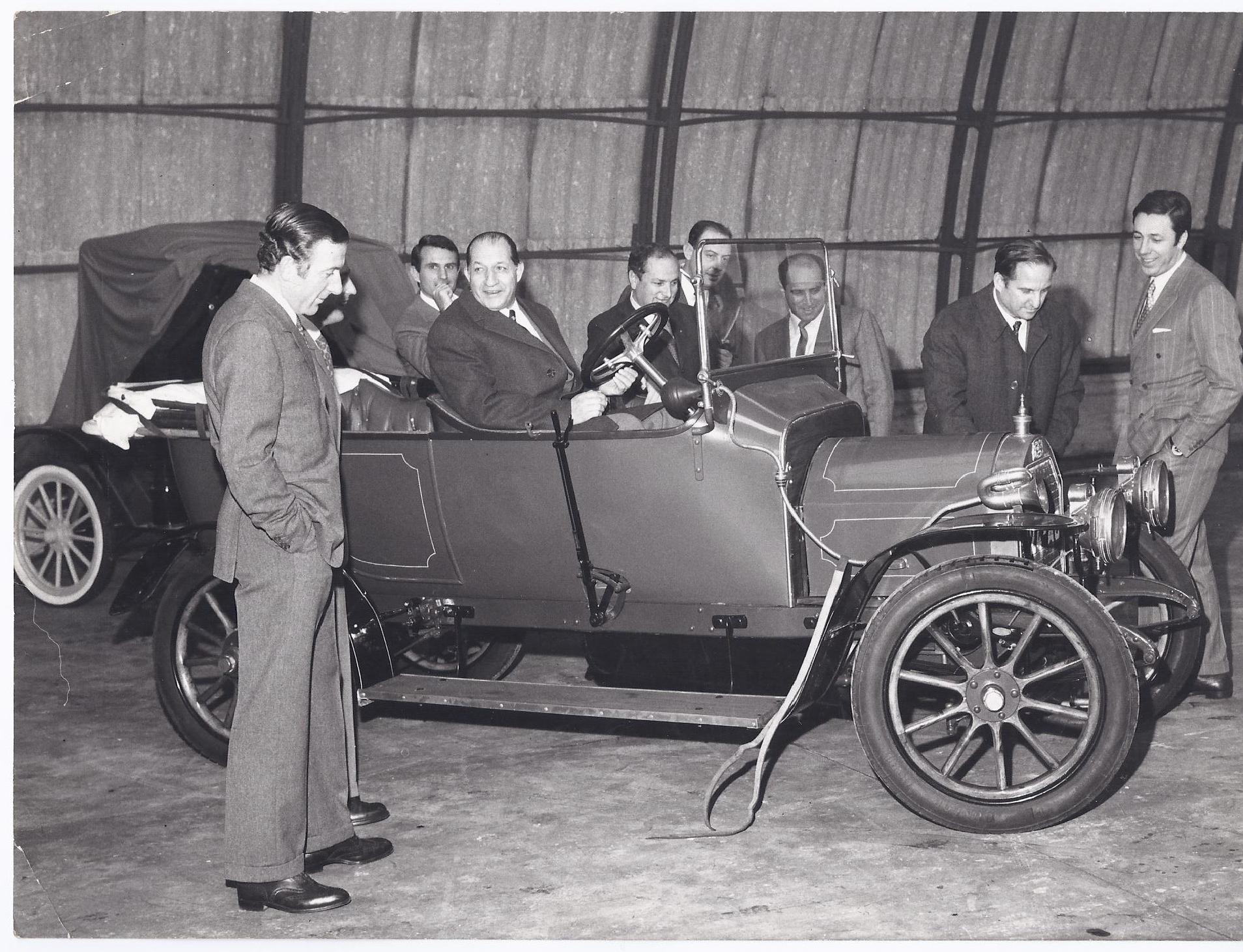
I fratelli Artom con Bartali

## Curiosità
Artom milita, negli anni sessanta e anni settanta, nel Partito Repubblicano candidandosi alle elezioni politiche del 1972. Contribuì alla fondazione della sezione PRI di Roverbella (Mantova),dove nelle vicinanze possedeva lo stabilimento Texmantova e dove aveva buoni ricordi del periodo delle leggi razziali.
In occasione del referendum sulla legge sul divorzio, si impegna in prima persona al fianco delle forze progressiste e del Partito Radicale.
Guido Artom è appassionato di arte Gandhara in quanto rappresenta esattamente il suo ideale di integrazione tra popoli e molteplici culture, a testimonianza che contributi e pensieri "meticci" costituiscono sempre una ricchezza per l'umanità. Le influenze ellenistiche, romane, indiane diedero vita nel territorio Gandhara, tra l'attuale Pakistan e l'Afghanistan, a quest'arte unica che ha fuso elementi di tradizioni diverse in opere di grande suggestione e bellezza. Alessandro Magno arrivò nel Gandhara insediando un regno ellenistico. Artisti greci influenzarono fortemente gli artisti del luogo. Elementi e tradizioni iconografiche ellenistiche, indiane e iraniche vennero dunque fuse insieme e sviluppate in un modo del tutto originale. Nelle sculture si ritrovano elementi del classicismo ellenico come le acconciature e i drappeggi delle tuniche, i tratti e le posture sono invece tipicamente buddiste. La perfezione dell'estetica ellenistica è il linguaggio formale dell'arte del Gandhara, mentre il messaggio della dottrina buddista ne è l'ispirazione e il contenuto.
Tra le sue passioni, oltre all'arte, occupano da sempre un posto di primo piano le automobili.

## Premi e riconoscimenti
Nel 2003, Artom viene premiato con un Ambrogino d'oro.